# Galaroza
Galaroza è un comune spagnolo di 1 618 abitanti situato nella comunità autonoma dell'Andalusia.

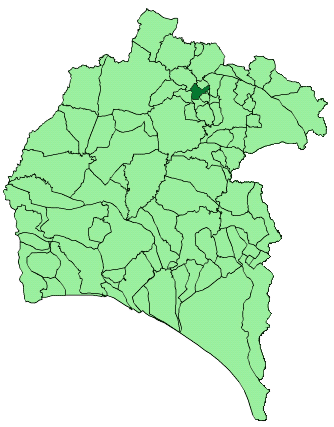
Mappa del comune nella provincia